# Shoranūr
Shoranūr är en ort i Indien.   Den ligger i distriktet Palakkad district och delstaten Kerala, i den södra delen av landet, 2 000 km söder om huvudstaden New Delhi. Shoranūr ligger 34 meter över havet och antalet invånare är 42 694.
Terrängen runt Shoranūr är huvudsakligen platt, men söderut är den kuperad. Runt Shoranūr är det tätbefolkat, med 881 invånare per kvadratkilometer. Närmaste större samhälle är Ottappālam, 11,9 km öster om Shoranūr. Omgivningarna runt Shoranūr är en mosaik av jordbruksmark och naturlig växtlighet.